# ヴァヴィロフ型擬態

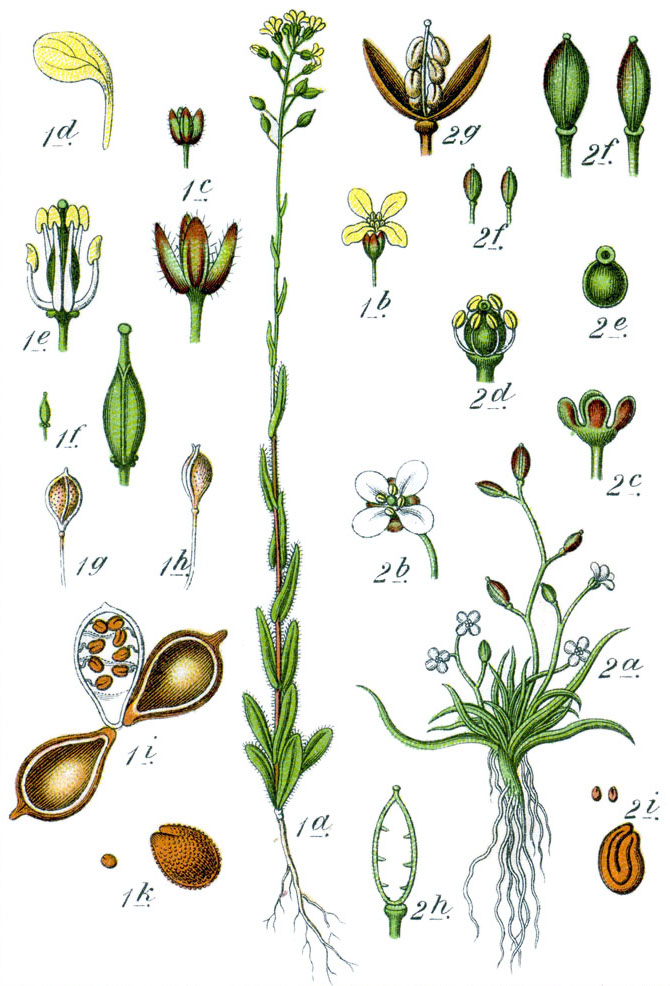
ナガミノアマナズナ（図中1）とハリナズナ（図中2）の絵。ナガミノアマナズナの種子はアマに似ており、その種子をアマの種子と分離することは難しい。

植物学において、ヴァヴィロフ型擬態（ヴァヴィロフがたぎたい、Vavilovian mimicry、バビロフ型擬態とも）とは、雑草が何世代にもわたる人為的選択によって、作物として利用される植物と1つ以上の特徴を共有するように進化する、植物における擬態の一形態である。作物擬態（crop mimicry）や雑草擬態（weed mimicry）と呼ばれることもある。ロシアの著名な植物遺伝学者であるニコライ・ヴァヴィロフにちなんで命名された。雑草に対する選択は、生えている雑草自体を殺すこと、雑草の種子を作物の種子から分離すること、またはその両方によって行われる。これは新石器時代から手作業で行われており、近年では農業機械によって行われている。
ヴァヴィロフ型擬態は、人間による意図しない淘汰の良い例である。人為的な選択はその地域の雑草の遺伝子プールに影響を与えるが、これにより作物によく似た見た目をもつ雑草が選抜されてしまうため、作物を栽培するうえでは厄介な雑草が増えてしまう。草刈りを実施する人は、栽培植物とますます似てくる雑草を選択したいわけではないが、そうしないためには雑草を成長させ、作物と日光や栄養分を奪い合うようにさせるしかない。似たような状況に、抗生物質耐性や、農作物における除草剤耐性がある。同じような選択圧を受けることで多くの望ましい性質を獲得したヴァヴィロフ擬態種は、やがて作物として利用されるようになるかもしれない。ヴァヴィロフはこれらの雑草を二次作物と呼んだ。

## 分類と比較
ヴァヴィロフ型擬態は繁殖擬態（reproductive mimicry）、攻撃擬態（aggressive mimicry）、二次作物の場合は共生的擬態（mutualistic mimicry）に分類できる。ヴァヴィロフ型擬態はモデル、擬態者、擬態者に騙される者の3者の全てが別種である、いわゆる「分離した disjunct」擬態の一形態である。ヴァヴィロフ型擬態は、擬態者である雑草がモデルである作物に保護を与える性質を共有しておらず、モデルと擬態者に騙される者（この場合は人間）の両方が悪影響を受けるという点で、ベイツ型擬態（無害な生物が有害な種を擬態する）とよく似ているが、いくつかの明確な違いがある。ベイツ型擬態では、モデルと擬態者に騙される者は敵同士である（捕食者はできることなら擬態によって保護された種を食べてしまう）のに対し、ヴァヴィロフ型擬態では作物とその栽培者は相利共生的関係にある（作物は人に食べられるにもかかわらず、人に分散され保護されることで利益を得ている）。また、作物と雑草と人間の関係における作物の唯一の「保護」は、人間にとっての有用性であり、雑草は食べられるのではなく、直接、あるいは種を植えないことによって単に殺される。人間が雑草を殺す唯一の動機は、作物の収量への影響である。作物の栽培者は雑草がまったくないことを望むだろうが、ベイツ型擬態のケースにおける捕食者は食べる獲物がなければ死んでしまう。加えて、人間によって改変されていない生態系では、ヴァヴィロフ型擬態に相当するものは知られていない。
アメリカの植物学者Delbert Wiensは、二次作物は自然淘汰ではなく人為淘汰の結果であり、淘汰の主体が機械であるため、擬態には分類されないと主張している。この最初の点について、フランスの生物学者Georges Pasteurは「間接的な人為淘汰」は不随意的なものであり、自然淘汰と変わらないと指摘している。また、擬態に騙される者が無生物であることは、確かに通常のケースから逸脱しているが、その結果は新石器革命以来起こっている人為淘汰と変わらないとも言及している。

## 例

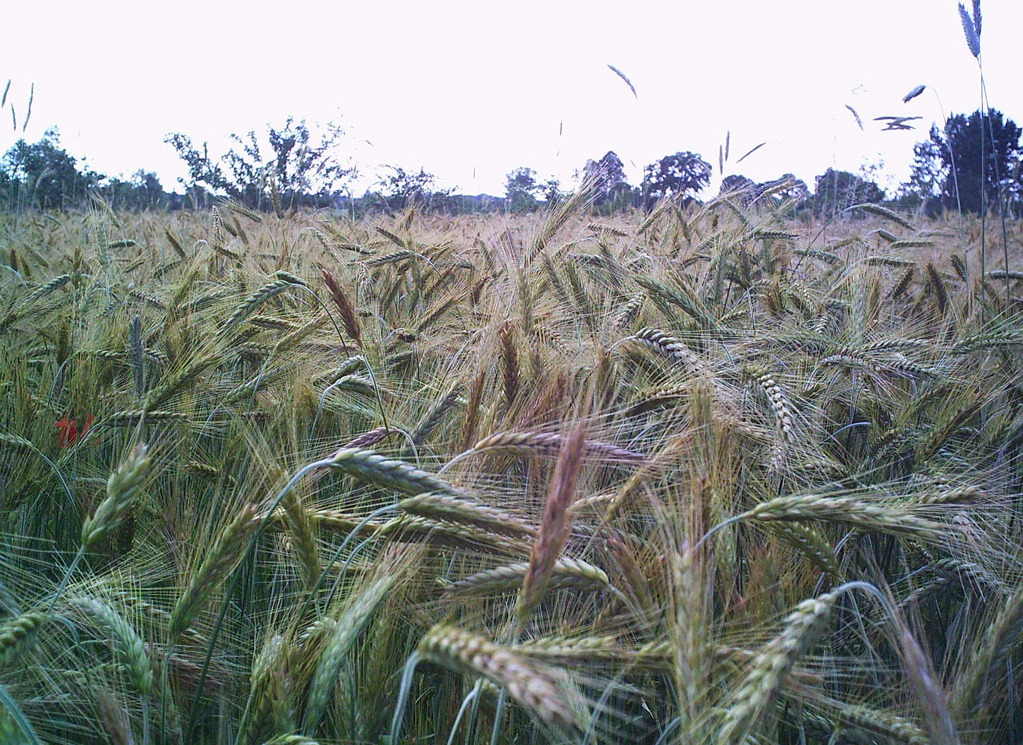
ライムギは二次作物であり、もともとはコムギに擬態する雑草であった。

ヴァヴィロフ型擬態の一例として、ナガミノアマナズナ（Camelina sativa）がある。この植物はアマ（Linum usitatissimum）によく似ており、畑ではアマとともに発生する。大きくなったナガミノアマナズナの除草は現実的ではなく、種子の特性に基づいて分けられる。この場合、穀物の選別に用いる唐箕は、無生物でありながら擬態に騙される者の役割を果たす。こうして、アマの種子と同じ距離飛ばされる種子が選択され、この2種の種子を分離することは不可能に近い。

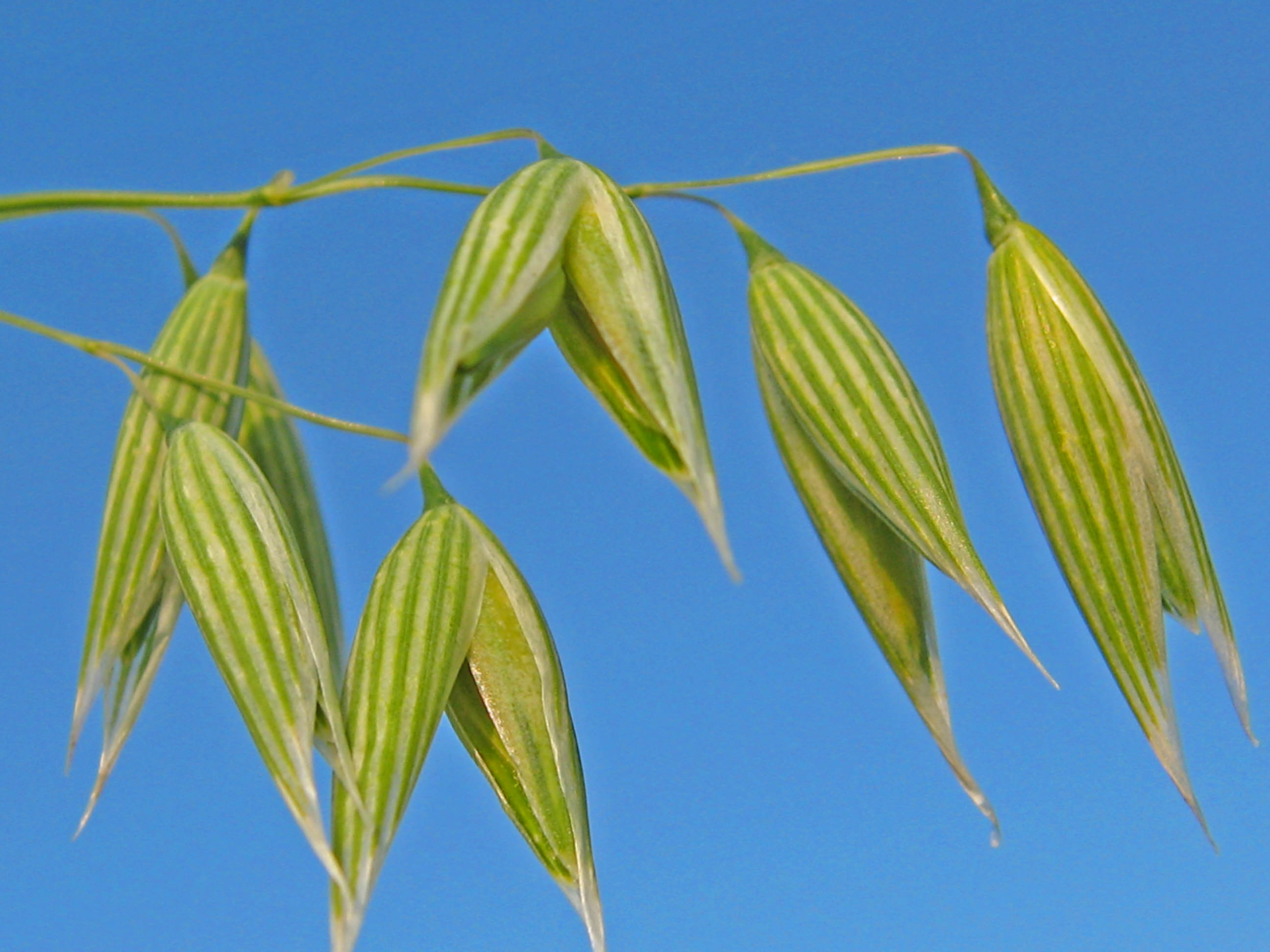
今では重要な作物であるオーツ麦も、かつては雑草のひとつに過ぎなかった。

もうひとつの例はライムギ（Secale cereale）で、これは地中海沿岸に広く分布する野生植物（Secale montanum）に由来する牧草である。野生種ライムギはもともとコムギやオオムギとともに生育する雑草にすぎなかったが、作物と似た選択圧を受けるようになった。コムギと同様、野生種ライムギも種子が大きくなり、種子が脱落しにくくなった。しかし、コムギは一年草であるのに対し、野生種ライムギは多年草である。コムギは生育期が終わると種子を作るが、野生種ライムギは種子を作らないため、収穫後の土壌を耕す際に駆逐される。しかし、中には一年で種子を作る突然変異体も存在し、そういった変異体は駆逐されるのを回避できるため、ライムギは一年草として進化してきた。
ライムギはコムギよりも丈夫な植物で、より過酷な条件下でも生き延びることができる。コムギを模倣することで作物として前適応したライムギは、山岳地帯など土壌や気候条件が生産に有利な地域で栽培されるようになった。
この流れはオーツ麦とも呼ばれるエンバク（Avena sativaおよびAvena byzantina）にも共通する。エンバクは劣悪な環境にも耐え、ライムギ同様、コムギやオオムギと一緒に雑草として生育する。野生種（Avena sterilis）から派生したライムギは、それ自体が作物となっている。コムギやライムギ、その他の穀物と同様に、エンバクは種子が簡単に落ちないように発達しており、自ら地面に種子を埋没させることができる芒（のぎ）などの自然散布に役立つ他の特徴は退化している。
ヒルガオ科のアマダオシ（Cuscuta epilinum）は、アマの周囲に生える匍匐性の植物である。他のケースと同様、種子が大きくなっている。種子の大きさが再び淘汰の対象となったため、突然変異の二重種子が蔓延している。
淘汰はまた、手作業による除草を通じて、生長段階でも起こりうる。除草は、作物の株が非常に若く、最も傷つきやすい時期に行われることが多い。イネ（Oryza sativa）の田んぼの雑草として見られるイネ科の植物タイヌビエ（Echinochloa oryzicola）は、見た目がイネに似ており、その種子はしばしばイネに混じって分離が困難である。この類似性は、雑草にとっての選択圧である除草作業によって、世代を経るごとにその類似性を高めている。